# 1460 Халтія
1460 Халтія (1460 Haltia) — астероїд головного поясу, відкритий 24 листопада 1937 року.
Тіссеранів параметр щодо Юпітера — 3,410.